# My Heartful Best -松井五郎コレクション-
『My Heartful Best -松井五郎コレクション-』（マイ ハートフル ベスト まついごろう コレクション）は、工藤静香13作目のベスト・アルバム。2016年3月9日にポニーキャニオンから発売された。

## 解説
前作『My Treasure Best -中島みゆき×後藤次利コレクション-』の続編ともいえるアルバムで、工藤静香が松井五郎から作詞提供を受けた楽曲のみで構成されている。
本作はCD3枚組で、既発楽曲の他、未発表楽曲と書き下ろしの楽曲が新たに収録されている。全28曲。

## 収録曲
全作詞：松井五郎　全作曲・編曲：後藤次利（特記以外）

### Disc 1
1. 抱いてくれたらいいのに　[5:06]
2. 恋一夜　[4:31]
3. ちょっとしたGUILTY　[5:15]
4. メタモルフォーゼ　[4:15]
5. くちびるから媚薬　[3:57]
  - 編曲：Draw 4
6. きみが翼をひろげるとき　[5:56]
  - コーラスアレンジ：高尾直樹
7. あなたしかいないでしょ　[6:25]
  - ブラスアレンジ：門倉聡　コーラスアレンジ：高尾直樹
8. 深海魚　[4:03]
  - 作曲・編曲：Jin Nakamura
9. Without Your Love（1993年録音・未発表曲）　[5:45]

### Disc 2
1. 天使みたいに踊らせて　[4:27]
2. ぼやぼやできない　[3:41]
3. Mirageの虜　[3:58]
  - 編曲：Draw 4
4. バロックパール　[3:42]
  - 作曲・編曲：REO
5. Non-Stop　[3:52]
6. とても小さな傷心　[2:59]
7. わたしはナイフ　[4:27]
  - 編曲：後藤次利・門倉聡・高尾直樹
8. うらはら　[4:54]
9. さよならLONELY これっきりLONELY　[5:13]

### Disc 3
1. ワインひとくちの嘘　[4:51]
2. X'masがいっぱい　[4:48]
3. MOONLIGHTのせいじゃない　[5:27]
4. 夏がくれたミラクル　[3:59]
5. セレナーデ　[5:01]
6. 捨てられた猫じゃないから　[7:42]
7. めちゃくちゃに泣いてしまいたい　[4:59]
8. 声を聴かせて　[6:36]
9. 存在　[4:43]
  - 作曲・編曲：h-wonder
10. ゆらぎの月（書き下ろし楽曲）　[4:46]
  - 作曲：松本俊明　編曲：澤近泰輔